# Eros, o Deus do Amor
Eros, o deus do amor é um filme brasileiro de 1981, do gênero drama, dirigido por Walter Hugo Khouri.

## Elenco[1]
- Roberto Maya.... Marcelo
- Norma Bengell ... Ada
- Maria Cláudia ... Annelise
- Dina Sfat ... Ana
- Renée de Vielmond ... Ana III
- Lilian Lemmertz ... Eleonora
- Denise Dumont ... Ana
- Christiane Torloni ... Ana II
- Lala Deheinzelin ... Berenice
- Kate Lyra ... Miss Collins
- Monique Lafond ... Lilit
- Serafim Gonzalez ... Léo
- Sueli Aoki ... Midouri
- Kate Hansen ... Escultora
- Nicole Puzzi Berenice II
- Patrícia Scalvi ... Renata
- Alvamar Taddei ...Lígia
- Dorothée-Marie Bouvier ... Ruth
- Selma Egrei
- Fábio Vilalonga
- Oswaldo Zanetti
- Akemi Aoki

## Principais prêmios e indicações
Troféu APCA 1982
- Venceu nas categorias de melhor atriz (Norma Bengell, Renée de Vielmond e Dina Sfat), melhor diretor e melhor filme.